# Willem Huberts
Willem Sjoerd (Willem) Huberts (Utrecht, 13 augustus 1953) is een Nederlandse literair-historisch onderzoeker, dichter en auteur.

## Opleiding
Na te Doetinchem de bètarichting van het gymnasium te hebben doorlopen studeerde hij Nederlandse taal- en letterkunde aan de Rijksuniversiteit Groningen. Zijn hoofdvak betrof de literatuur uit het interbellum, zijn bijvakken de 20e-eeuwse Franse literatuur plus de cultuurgeschiedenis van de klassieke oudheid.

## Werkzaamheden
Huberts ging vervolgens aan de slag bij de Groningse Universiteitsbibliotheek en als wetenschappelijk bibliograaf bij de Koninklijke Nederlandse Akademie van Wetenschappen. Hierna werkte hij bij een bank. Van 2000 tot 2009 was Huberts directeur van de bibliotheek Gelderland-Zuid. In 2009 kwam Huberts in opspraak door een conflict met het personeel van de Nijmeegse bibliotheek.

## Literair-wetenschappelijk onderzoek
Als literair onderzoeker heeft Huberts zich toegelegd op de Nederlandse nationaalsocialistische letterkunde uit de periode 1932-1945. In 1985 was hij een van de verzorgers van de eerste tentoonstelling over het nationaalsocialisme in de Nederlandse literatuur. Van zijn hand verscheen in 1987 een biografie annex bibliografie van de Nederlandse nationaalsocialistische dichter-uitgever-journalist George Kettmann, de eindredacteur van de NSB-krant Volk en Vaderland. In deze monografie werd aandacht besteed aan leven en werken van een van de invloedrijkste nationaalsocialistische schrijvers die Nederland gekend heeft. Het boek behandelt Kettmanns leven, daarnaast werd Kettmanns literaire oeuvre in de literatuurgeschiedenis geplaatst. Het boek besluit met een zo compleet mogelijke bibliografie van Kettmann. Het boek werd door de kritiek gemengd ontvangen: sommigen prezen de zorgvuldige behandeling van een zo gevoelig onderwerp, terwijl de schrijver Adriaan Venema zware kritiek had.
In 1990 publiceerde hij Rechts uit de flank!, een bloemlezing uit poëzie van Nederlandse nationaalsocialisten. Hij bezorgde in 1999 de verschijning van twee nagelaten autobiografische geschriften van George Kettmann. Louis Ferron schreef hierbij het voorwoord. In 2004 verscheen Schrijvers op het foute been, schrijvers in de Tweede Wereldoorlog.
In 2017 promoveerde hij aan de Rijksuniversiteit Groningen met het proefschrift In de ban van een beter verleden, het Nederlandse fascisme 1923-1945, waarin opkomst, bloei en ondergang van het Nederlandse fascisme wordt beschreven.
In 2019 verscheen Er moest iets nieuws komen! Getuigenissen van Nederlandse fascisten 1940-1950. Dit boek bevat 6 autobiografische terugblikken van destijds invloedrijke Nederlandse fascisten en nationaalsocialisten: Max de Marchant et d'Ansembourg, Alfred Haighton, George Labouchère, Bertus Smit, George Kettmann en Willem Lensink. Deze zes mannen beschreven hun politiek-maatschappelijke keuzes uit de jaren 1918-1945 en gaven zo inzicht in hun motieven.

## Dichtwerk
Tussen 1976 en 1993 verschenen enkele dichtbundels van zijn hand.
- Een gebit zonder tanden, Groningen, 1976
- Vier gedichten, Groningen, 1978
- L'arroseur arrosé, Groningen, 1981
- Een nabeeld wordt niet op prijs gesteld, Groningen, 1982
- Dansen om te herinneren, Hilversum, 1993